# Epictia tenella
Epictia tenella — вид змій родини струнких сліпунів (Leptotyphlopidae). Мешкає в Південній Америці.

## Поширення і екологія
Epictia tenella мешкають на північному сході Перу, на сході Колумбії, на південному сході Венесуели, в Гаяні, Суринамі і Французькій Гвіані, в Бразилії (в штатах Рорайма, Амазонас, Амапа і Пара, на північ від Амазонки), а також на острові Тринідад. Вони живуть у вологих рівнинних тропічних лісах, на плантаціях, в садах та поблизу людських поселень, на висоті до 500 м над рівнем моря. Ведуть риючий спосіб життя. Живляться термітами, яких можуть шукати між корою і стовбуром дерев або на ліанах.